# 锡德罗波利斯
锡德罗波利斯是巴西圣卡塔琳娜州的一个市镇。总面积263平方公里，总人口13081人，人口密度49.7人/平方公里。